# Paweł Steller

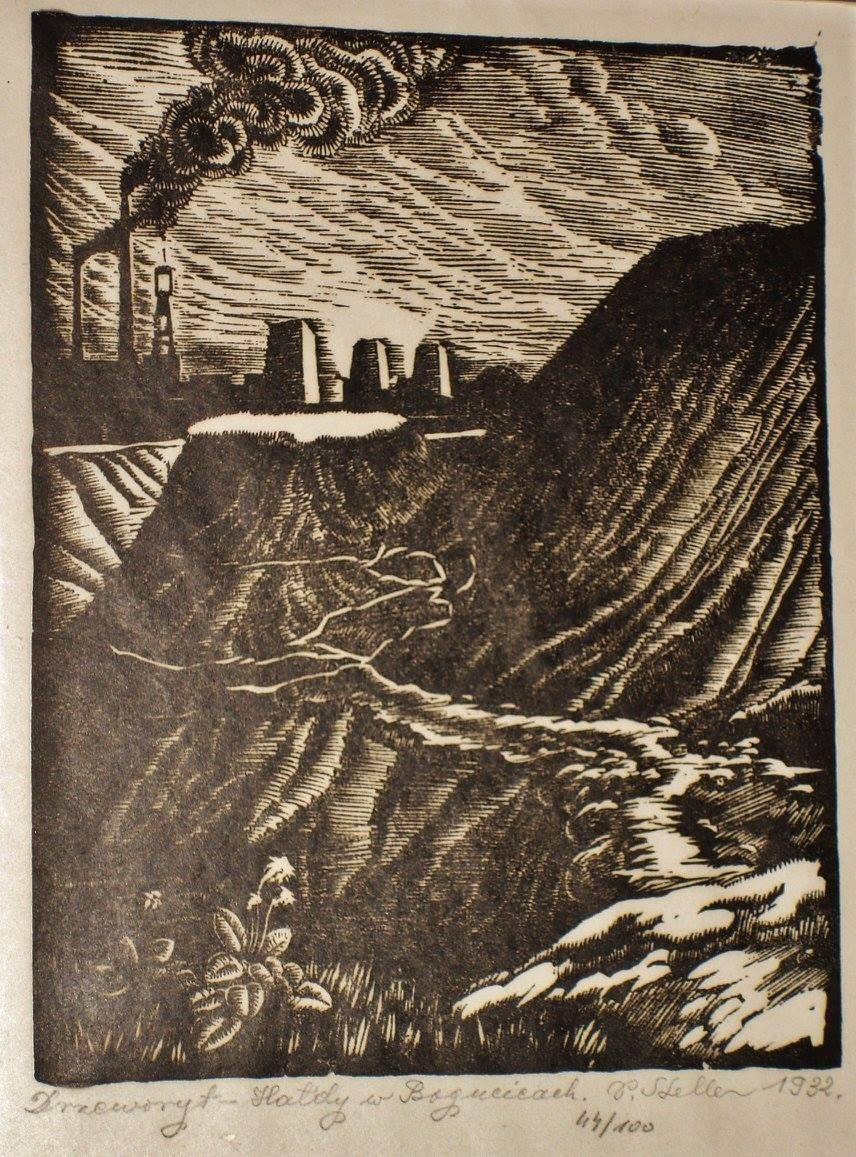
Drzeworyt, Paweł Steller. Hałdy w Bogucicach. 1932. 44/100

Paweł Steller (ur. 23 stycznia 1895 w Hermanicach, zm. 4 września 1974 w Katowicach) – artysta plastyk, uczeń Władysława Skoczylasa.
Krytycy zachodni nazywali go „polskim” lub „śląskim Dürerem” (w zależności od źródeł), a polscy krytycy „śląskim Skoczylasem”. Żył i pracował w Katowicach w latach 1925–1974. Jego prace wyróżniano na prestiżowych wystawach w Polsce, Europie i Ameryce. Stellera często porównywano z Rubensem czy Rembrandtem. Pozostawił po sobie tysiące drzeworytów, rysunków, linorytów, litografii i innych. Projektował również witraże.

## Życiorys

### Okres do 1939
Urodził się jako piąte z siedmiorga dzieci w rodzinie Antoniego Stellera, hutnika w fabryce Brewelier-Urban w pobliskim Ustroniu i Heleny z Gorgoszów; był stryjecznym bratem Karola, nauczyciela i działacza społecznego. Po przeniesieniu większości wydziałów ustrońskiej kuźni do niedalekiego Trzyńca rodzina wyemigrowała do Olszanika koło Sambora na Kresach Wschodnich, gdzie Paweł Steller ukończył szkołę podstawową. Dzięki stypendium Towarzystwa Szkoły Ludowej ukończył gimnazjum w Samborze, a następnie – z wyróżnieniem – w 1913 r. wydział malarstwa dekoracyjnego Państwowej Szkoły Przemysłowej we Lwowie. Następnie wyjechał na dalsze studia artystyczne do Pragi, gdzie przyjęto go jako jedynego Polaka spośród 100 ubiegających się kandydatów na wydział rysunku figuralnego i ornamentalnego Umélecko-Průmyslove Školy. Do wybuchu I wojny światowej zaliczył celująco pierwszy rok studiów.
Pierwsze miesiące wojny spędził w Olszaniku, gdzie m.in. zaczął pisać wiersze (ostatni z zachowanych powstał w 1918 r.). W 1915 r. został wcielony do wojska austriackiego. Walczył na frontach w Serbii i we Włoszech. W latach 1916–1917 był słuchaczem szkół oficerskich w Opawie i w serbskiej Koviljacy, gdzie poznał zasady topografii i kartografii oraz zupełnie nowej wówczas dziedziny, fotogrametrii lotniczej. Od 1918 r. jako podporucznik służył w Wojsku Polskim, najpierw w Przemyślu, a następnie w Stanisławowie, Rawie Ruskiej i Lwowie. Pod koniec 1919 r. przyjechał do Cieszyna, gdzie wstąpił do Polskiej Organizacji Wojskowej (POW), a później włączył się m.in. w działalność plebiscytową na Śląsku Cieszyńskim. W końcu stycznia 1921 r. został zwolniony z wojska.
W maju 1921 udał się do Warszawy, by podjąć pracę w Wydziale Kartografii Wojskowego Instytutu Geograficznego (WIG), gdzie z czasem doszedł do funkcji kierownika działu graficznego. Od października 1923 postanowił jednocześnie kontynuować przerwane studia plastyczne na wydziale grafiki w nowo powstałej Państwowej Szkole Sztuk Pięknych. Wśród jego wykładowców byli m.in. Ludwik Gardowski, Stanisław Noakowski, Oskar Sosnowski i Władysław Skoczylas. Zwłaszcza doświadczenia w zakresie drzeworytu zdobyte u Skoczylasa pozostawiły swoje piętno na całej dalszej twórczości Stellera. Z dyplomem ukończenia szkoły, odebranym 25 czerwca 1925, przyjechał na Górny Śląsk. Tu od sierpnia rozpoczął pracę, początkowo jako nauczyciel rysunku w Królewskiej Hucie (obecnie Chorzów), a od 1 grudnia jako nauczyciel kaligrafii i robót ręcznych w Polskiej Szkole Wydziałowej Męskiej w Katowicach.
Jeszcze w Warszawie poznał Elżbietę Sosnowską, pochodzącą ze zubożałej szlachty kresowej z Wołynia, z którą 29 września 1925 r. brał ślub w Brwinowie pod Warszawą. Małżonkowie zamieszkali w Katowicach przy ul. Mikołowskiej (dawniej ul. Katowicka 2) na tzw. Katowickiej Hałdzie, niedaleko kopalni „Wujek”, gdzie w 1926 r. urodził się ich jedyny syn, Stefan (zm. w maju 2018). Tego roku razem z innymi grafikami polskimi założył grupę „Ryt”, która przyczyniła się później do odrodzenia grafiki artystycznej w przedwojennej Polsce. Po paru latach przenieśli się bliżej centrum, na ul. Raciborską. W 1931 r. został nauczycielem rysunku w nowo otwartych Śląskich Technicznych Zakładach Naukowych. Wkrótce, w 1934 przeprowadził się z rodziną do wygodnego mieszkania przy ul. Andrzeja 13. Dużo pracował, przetwarzając szkice, zbierane głównie w czasie letnich wędrówek po Polsce. Uczestniczył w konkursach i zbiorowych wystawach, otrzymywał pierwsze wyróżnienia i nagrody.
Pod koniec lat 20. XX w. na Górnym Śląsku zaczynało się krystalizować życie artystyczne, wspierane przez wojewodę Michała Grażyńskiego. Steller wraz ze Stanisławem Ligoniem założyli 20 marca 1929 Związek Zawodowy Artystów Plastyków Śląskich. Steller został sekretarzem Związku. W 1931 został również członkiem nowo powstałego Związku Artystyczno-Literackiego na Śląsku. W 1934 na zlecenie Ministerstwa Wyznań Religijnych i Oświecenia Publicznego wspólnie z Adamem Bunschem przygotowywał założenia dla szkoły artystycznej w Katowicach, która jednak nie doczekała się realizacji. Artysta prowadził więc kursy dla nauczycieli plastyki i pracowników poligrafii, a przez pewien czas organizował w domu prywatną wieczorową szkołę rysunku. Jednocześnie mieszkanie Stellerów stało się jakby salonikiem towarzyskim, w którym spotykało się wiele osobistości śląskiej kultury, m.in. Gustaw Morcinek, Alfred Jesionowski, Adam Bunsch, Stanisław Szenic, Czesław Kuryatto, Stanisław Ligoń i Włodzimierz Żelechowski.
Na lata 30. XX wieku przypadają jego największe sukcesy artystyczne, w tym publikacja tek drzeworytów „Górny Śląsk” oraz „Typy polskie” i „Śląsk Cieszyński” (obie ze wstępami Gustawa Morcinka). Tekę „Typy polskie” zaprezentowano w kwietniu 1939 w salach recepcyjnych gmachu Sejmu Śląskiego w Katowicach, na wystawie otwartej przez ówczesnego wojewodę śląskiego dr. Michała Grażyńskiego.

### Losy wojenne i pobyt na Syberii
Wybuch II wojny światowej zastał Stellerów na wakacyjnym plenerze w Podlesiu koło Olkusza. Paweł Steller wysyłał swojego syna do Wiednia, a sam wraz z żoną przez większą część wojny ukrywał się w różnych miejscowościach w rejonie Beskidów. Imał się tam różnych doraźnych zajęć, współpracował też z ruchem oporu i tajnymi organizacjami, pomagającymi uciekinierom z obozu koncentracyjnego w Oświęcimiu.
Natychmiast po wkroczeniu do Katowic wojsk radzieckich wrócił do miasta, gdzie otrzymał urzędowe polecenie zaprojektowania w ciągu trzech dni pomnika-obelisku ku czci Armii Czerwonej. Pomnik odsłonięty został 27 lutego 1945 na Placu Wolności. W marcu tego roku, na skutek kontaktów z rzekomym szpiegiem obcego wywiadu, artysta został aresztowany, a 3 kwietnia 1945 wyruszył wraz ze 180 mieszkańcami Śląska pociągiem na wschód. Po trzytygodniowej podróży został osadzony w obozie nr 503 w Kemerowie w Kuzbasie. Na dodatkowe porcje chleba zarabiał tam rysując portrety więźniów: w czasie całego pobytu w łagrze pod chińską granicą stworzył blisko 2 tysiące małych ołówkowych portrecików, rysowanych nawet na opakowaniach po papierosach. Wrócił stamtąd po 20 miesiącach, w listopadzie 1946.

### Okres powojenny
16 sierpnia 1954 zmarła żona artysty, Elżbieta. Steller ożenił się później z poznaną jeszcze w czasie wojny w Międzybrodziu Żywieckim Stefanią Partyką. Po okresie załamania po śmierci pierwszej żony powrócił do intensywnej pracy. Obok ulubionego drzeworytu tworzył liczne akwarele. Za nagrody i oszczędności w 1960 nabył niewielki, drewniany dom w Wiśle, w którym spędzał większość czasu. W 1974 władze wojewódzkie zorganizowały mu wielką wystawę retrospektywną z okazji zbliżających się 80. urodzin i 60-lecia pracy dla Polski. Wkrótce po tym, pod koniec sierpnia 1974 artysta złamał w Wiśle nogę w biodrze i zmarł niedługo później w Katowicach. Pochowany został na cmentarzu przy ul. H. Sienkiewicza w Katowicach.

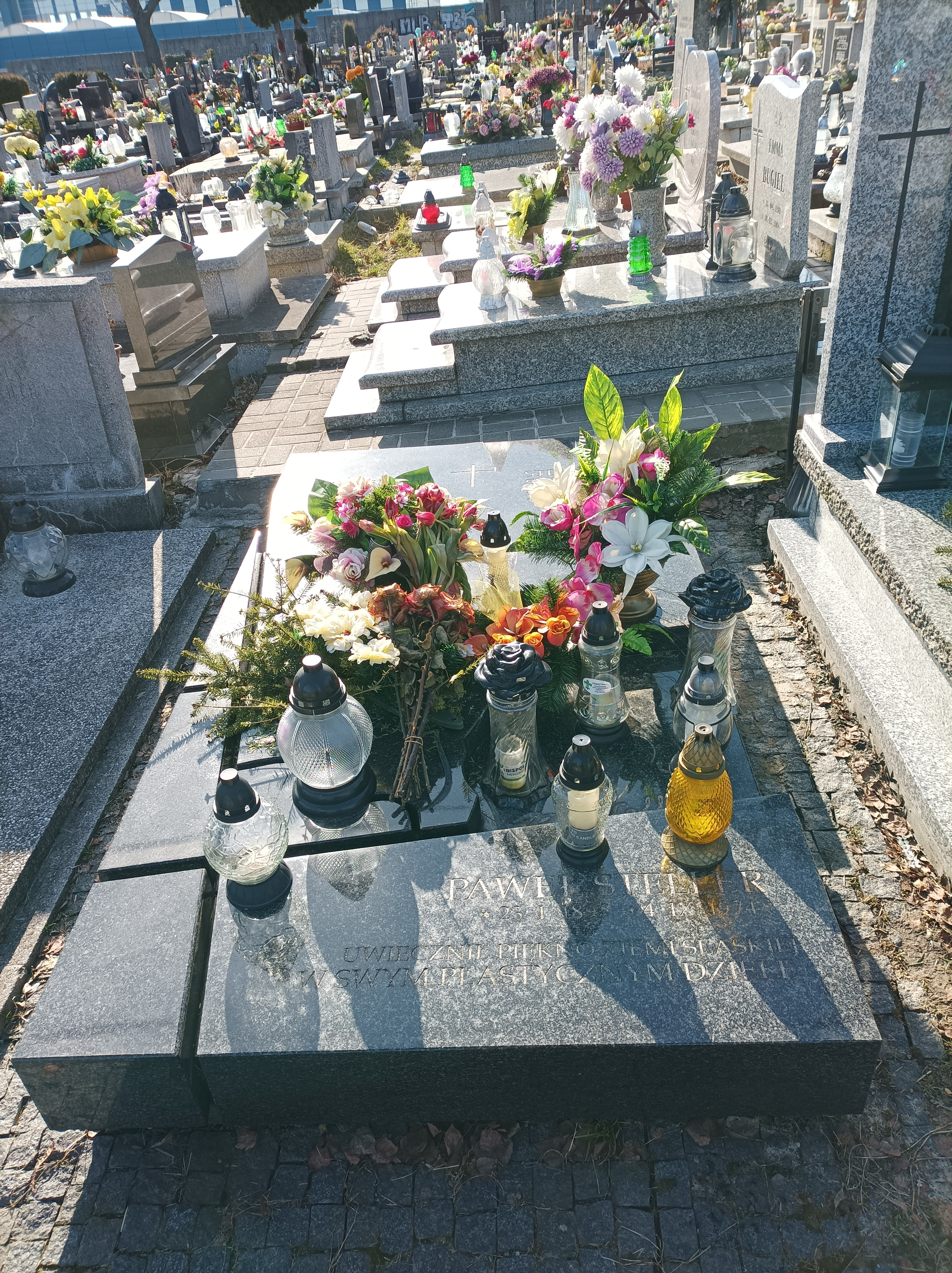
Grób Pawła Stellera na cmentarzu przy ul. Sienkiewicza w Katowicach

Pozostawił po sobie ponad 10 500 prac, w tym 243 drzeworyty, ponad 1000 akwarel, setki rysunków ołówkiem i piórkiem, ilustracji do podręczników, książek, kalendarzy itp.

## Ordery i odznaczenia
- Złoty Krzyż Zasługi (19 lipca 1955)[5]
- Srebrny Krzyż Zasługi (11 listopada 1934)[6]

## Nagrody
- 1929 – I Nagroda za drzeworyt – Portret Prezydenta R.P. I. Mościckiego w konkursie Związku Polskich Artystów Grafików w Warszawie,
- 1932 – Nagroda im. Wellischa za drzeworyt Rybak na wystawie w Warszawie,
- 1935 – Brązowy medal za drzeworyt Ślązaczka na Jubileuszowym Salonie Grafiki w Warszawie,
- 1936 – Wyróżnienie na II Międzynarodowej Wystawie Drzeworytów w Warszawie
- 1937 – Złoty medal w grafice na międzynarodowej wystawie w Paryżu za drzeworyt Typy śląskie

## Upamiętnienie

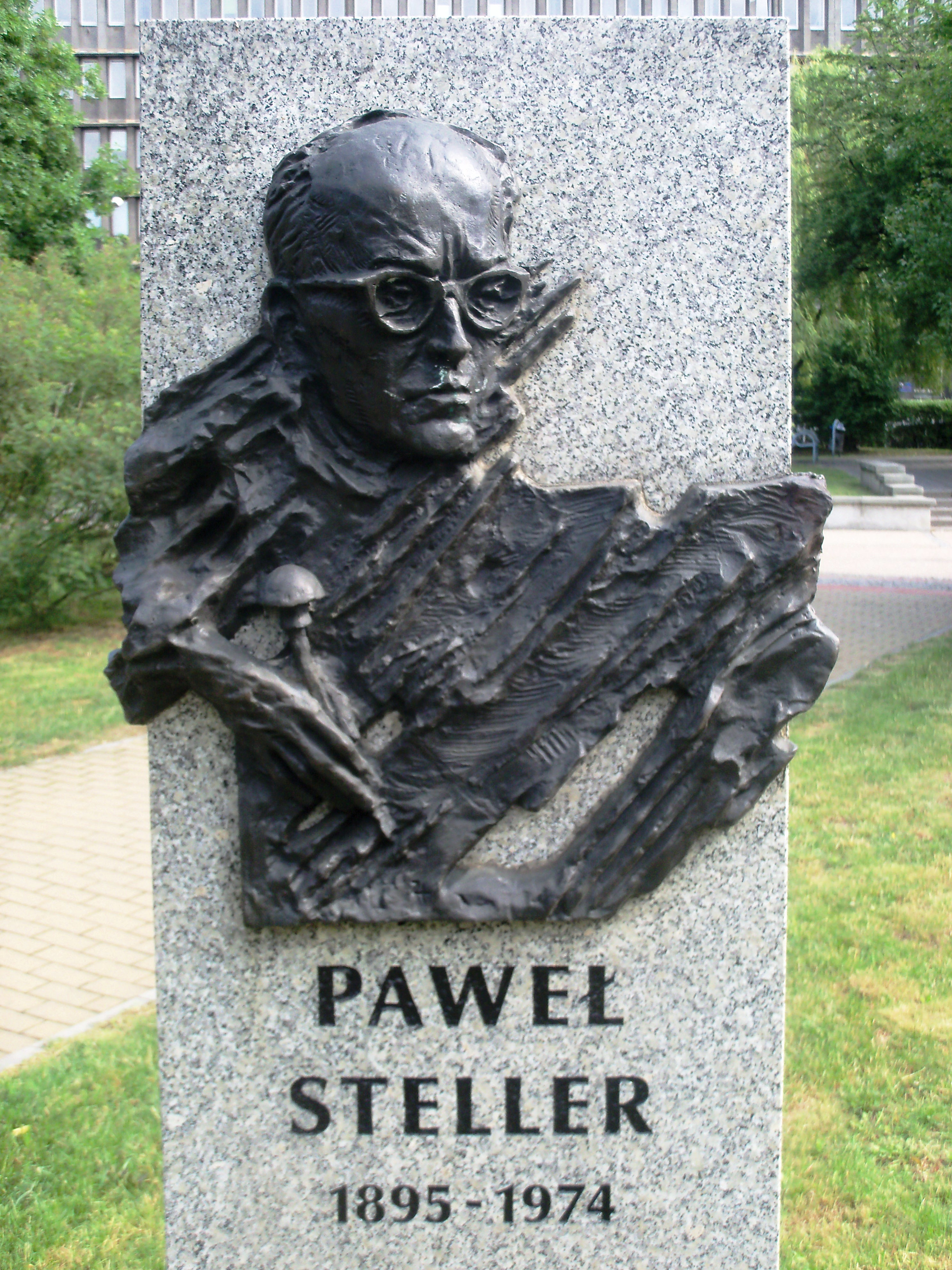
Popiersie Pawła Stellera w Galerii Artystycznej na placu Grunwaldzkim w Katowicach

W 1976 w Katowicach staraniem Stefanii Steller w byłym mieszkaniu artysty powstało Muzeum Pawła Stellera. Od roku 1983 muzeum to było częścią Muzeum Historii Katowic. Muzeum zostało zlikwidowane po śmierci Stefanii Steller w 1992, a zbiory – zgodnie z testamentem artysty – zostały przekazane do Muzeum Archidiecezjalnego w Katowicach i Muzeum Historii Katowic.
W 2011 przy ul. T. Kościuszki 47 otwarto Dział Grafiki im. Pawła Stellera Muzeum Historii Katowic.
9 września 2005 w Galerii Artystycznej na placu Grunwaldzkim w Katowicach odsłonięto płaskorzeźbę upamiętniającą Pawła Stellera. 25 grudnia 2005 dużą wystawą prac Pawła Stellera, związaną ze 110. rocznicą urodzin artysty, zainaugurowało obchody swego 25-lecia Muzeum Historii Katowic.
Jest patronem ulic w Katowicach, Wiśle i Warszawie oraz Gimnazjum nr 5 w Katowicach. Jego imię nosi także X Szczep Harcerski „Ostoja” działający w Katowicach.